# Scott Asheton
Scott „Rock Action“ Asheton (16. srpna 1949 – 15. března 2014) byl americký rockový bubeník. Nejvíce se proslavil jako člen skupiny The Stooges. Mimo Iggyho Popa byl od smrti svého bratra, kytaristy Rona Ashetona, jediným členem Stooges, který s ní hrál ve všech jejích obdobích. On sám zemřel v roce 2014 ve věku čtyřiašedesáti let. Ve druhé polovině sedmdesátých let působil ve skupině Sonic's Rendezvous Band.